# ハーベイ・ベネット・シニア
ハーベイ・ベネット・シニア（Harvey Bennett, Sr. 1925年7月23日-2004年11月21日）は、カナダ連邦サスカチュワン州出身のプロアイスホッケー選手。ポジションはゴールテンダー。

## 経歴
1945年3月18日のモントリオール・カナディアンズ戦で、モーリス・リシャールがNHL史上初めて50試合50ゴールを達成したときのゴールテンダーであった。
2004年11月21日に79歳で亡くなった。

## 家族
- ダイアナ・ヘレン・サリバン（9人姉妹の一番下であった。）ハーベイ・シニアとの間に6人の息子をもうけ、その内の5人はアイスホッケー選手となった。1996年に亡くなっている[1]。
- カート・ベネット - 1948年3月27日生まれ、1968年のNHLドラフト2巡全体16位でセントルイス・ブルースに指名された[2]。セントルイス・ブルース、ニューヨーク・レンジャース、アトランタ・フレームスでプレーしている。1975年、1976年のNHLオールスターゲームや1976年のカナダカップ、1978年、1979年のアイスホッケー世界選手権アメリカ代表にも選ばれた。1980年に弟のハーベイと共に日本アイスホッケーリーグの古河電工アイスホッケー部（現H.C. TOCHIGI 日光アイスバックス）に加入、2シーズンを過ごした[3]。
- ジョン・ベネット - 1950年1月19日生まれ、WHA[2]のフィラデルフィア・ブレイザーズでプレーした[4]。
- ハーベイ・ベネット・ジュニア - 1952年8月9日生まれ、NHLのピッツバーグ・ペンギンズ、ワシントン・キャピトルズ、フィラデルフィア・フライヤーズ、セントルイス・ブルース、ミネソタ・ノーススターズでプレーした。1976年のカナダカップや1978年のアイスホッケー世界選手権アメリカ代表にも選ばれた。兄のカートと共に1980年、日本の古河電工に加入、2シーズンを共に過ごした[5]。
- ビル・ベネット - 1953年5月31日生まれ、NHLのボストン・ブルーインズ、ハートフォード・ホエーラーズなどでプレーした[6]。
- ジム・ベネット - IHL（英語版）でプレーした[2]。
- ピーター・ベネット - 少年時代、ロジャー・ウィリアムズ・パーク（英語版）でホッケーの練習をしていた際、氷の下に落ちたペットの犬を救おうとして溺死した[1]。